# Platythelys
Platythelys ist eine Gattung aus der Familie der Orchideen (Orchidaceae). Sie besteht aus 13 Arten krautiger Pflanzen, die im tropischen und subtropischen Amerika beheimatet sind. Nach R. Govaerts sind alle Arten in die Gattung Aspidogyne zu stellen.

## Beschreibung
Die Arten der Gattung Platythelys bilden ein kriechendes Rhizom, an den Nodien entspringen die behaarten Wurzeln. An den aufsteigenden Sprossen stehen die Laubblätter in Abständen verteilt, die Internodien sind nicht gestaucht. Die Blätter sind lanzettlich bis oval geformt, deutlich gestielt, der Blattgrund umfasst den Spross. Die Blattspreite ist einheitlich grün oder grün mit silbernen Flecken. Bei einigen mykoheterotrophen Arten sind die Blätter zu kleinen Schuppen reduziert.
Der endständige, traubige Blütenstand ist wenig- oder vielblütig. Die Blütenstandsachse kann behaart sein und wird von einigen Hochblättern umfasst. Die Tragblätter sind etwa so lang wie Fruchtknoten und der kurze Blütenstiel zusammen. Die Blüten sind resupiniert, die Blütenblätter sind frei. Die drei Sepalen sind etwa gleich geformt und gleich groß, auf der Außenseite behaart. Die seitlichen Petalen sind umgekehrt lanzettlich geformt, sie liegen dicht am oberen Petal an und formen eine Röhre oder Haube. Die Lippe ist in einen schüsselförmigen unteren Teil (Hypochil) und einen dreilappigen, ausgebreiteten vorderen teil (Epichil) unterteilt. Die Säule ist kurz, nach vorne zu keilförmig verbreitert. Die Pollinien sind jeweils ein kurzes Stielchen mit der kleinen Klebscheibe (Viscidium) verbunden. Die Narbe besteht aus zwei dicht beieinander sitzenden Flächen. Das Trenngewebe zwischen Narbe und Staubblatt (Rostellum) ist nur flach ausgebildet. Die Kapselfrucht ist oval bis fast zylindrisch.

## Vorkommen
Platythelys ist im tropischen und subtropischen Amerika verbreitet. Vom Süden der USA über Mexiko, Mittelamerika und die Karibik zieht sich das Verbreitungsgebiet durch die Nordhälfte Südamerikas bis Argentinien und Paraguay. Die Verbreitung erstreckt sich bis in Höhenlagen von 1200 Meter. Die Standorte liegen meist im Schatten feuchter Wälder, selten in feuchtem Grasland.

## Systematik und botanische Geschichte

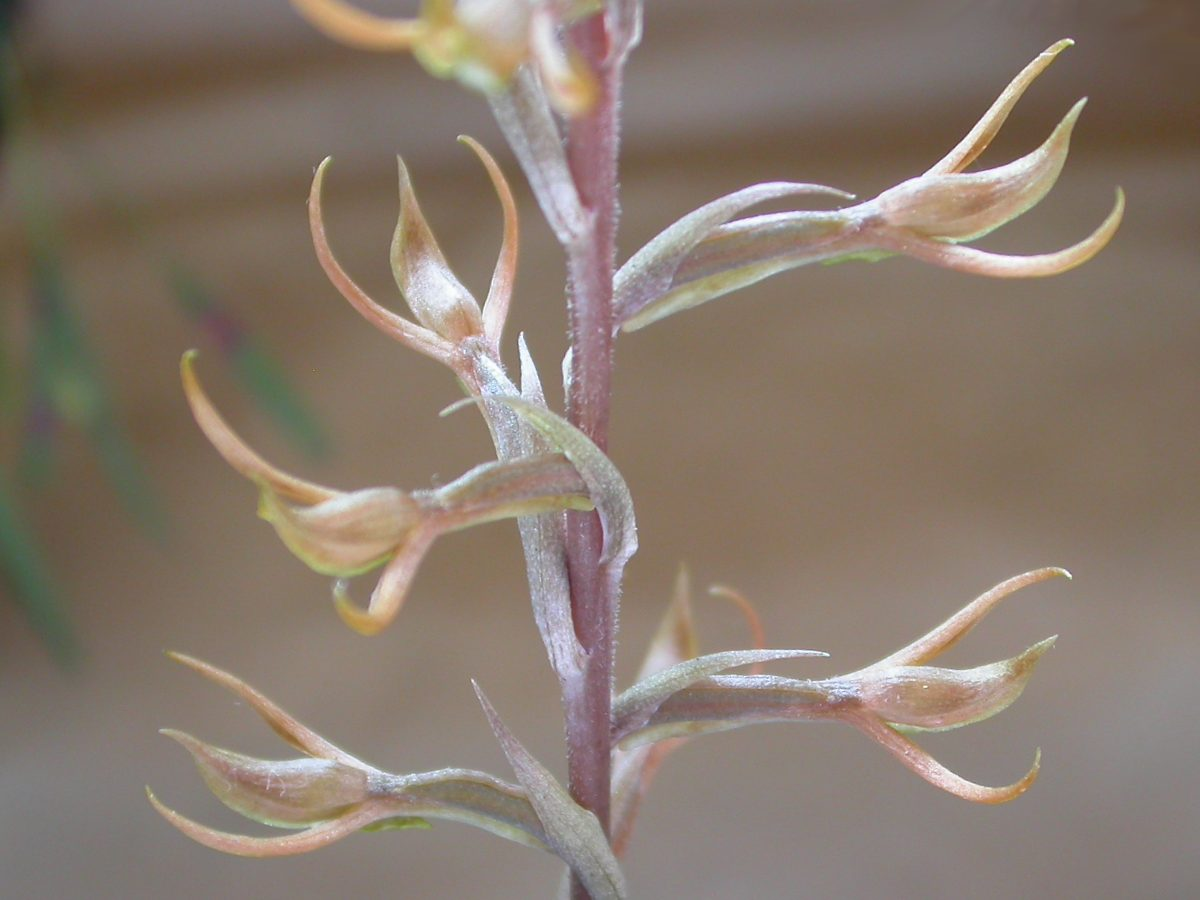
Blüten von Platythelys paranaensis

Platythelys wird innerhalb der Tribus Cranichideae in die Subtribus Goodyerinae eingeordnet. Nach Dressler lässt sich diese weiter in zwei Gruppen unterteilen; Platythelys steht zusammen mit der Mehrzahl der Gattungen, die nicht zwei deutlich getrennte Narbenflächen aufweisen.
Die Gattung Platythelys wurde 1977 von Leslie Garay in Bradea; Boletim do Herbarium Bradeanum Band 2 Teil 28, Seite 196 aufgestellt. Als Typusart wählte er die bis dahin als Erythrodes querceticola bezeichnete Platythelys querceticola. Der Name Platythelys setzt sich aus den griechischen Worten πλαθύς  platys, „flach“, und θῆλυς thelys, „weiblich“, zusammen; er bezieht sich auf das flache Rostellum.
Folgende Arten wurden zu Platythelys gezählt:
- Platythelys alajuelae Ormerod: Costa Rica.[1]
- Platythelys debilis (Lindl.) Garay: Bolivien bis Brasilien und Argentinien.[1]
- Platythelys maculata (Hook.) Garay: Ist als Synonym zu Platythelys querceticola zu stellen.[1]
- Platythelys mayoriana (Kraenzl.) Garay: Ist als Synonym zu Platythelys querceticola zu stellen.[1]
- Platythelys pachysepala Ormerod: Kolumbien.[1]
- Platythelys paranaensis (Kraenzl.) Garay: Brasilien bis Paraguay.[1]
- Platythelys peruviana Garay: Peru.[1]
- Platythelys platensis (Hauman) Garay: Südliches Brasilien bis nordöstliches Argentinien.[1]
- Platythelys querceticola (Lindl.) Garay: Südöstliche Vereinigte Staaten bis tropisches Amerika.[1]
- Platythelys sagrana (A.Rich.) Garay: Ist als Synonym zu Platythelys querceticola zu stellen.[1]
- Platythelys schlechteriana (Hoehne) Garay: Brasilien.[1]
- Platythelys vaginata (Hook.) Garay: Ist als Synonym zu Platythelys querceticola zu stellen.[1]
- Platythelys venustula (Ames) Garay: Mexiko bis Ecuador.[1]